# ウィザードリィIII リルガミンの遺産
『ウィザードリィIII リルガミンの遺産』（ウィザードリィスリー リルガミンのいさん、英語：Wizardry III: Legacy of Llylgamyn）は、3DダンジョンRPG『ウィザードリィ』シリーズの第3作。

## 概要
天変地異の原因を究明するため、伝説の龍エル’ケブレスが護る神秘の宝珠を探索するというシナリオ。シナリオ#1で活躍したキャラクターの子孫の物語であるため、キャラクターを転送してもそのままのレベルにはならず、ある程度祖先の能力傾向を反映した弱小なキャラクターとして「転生」される。
またプラットフォームによってはモンスター名の変更を多く強いられたシナリオでもある。
前2作はダンジョンを攻略するために地下深くまで進んだのに対し、本作では山中の洞窟を昇っていく。迷宮のフロアの数は#2と同じく6層と、#1（10層）と比べて小規模なものである。しかし、キャラクターのアライメントにより侵入を拒まれるフロアが存在するため、善と悪の2つのパーティを同時進行で育てる必要がある。
全体的に戦闘で得られる経験値の相場が低いためにレベルが上げにくく、（オリジナル版に忠実な移植の場合は）上級職の専用アイテムも乏しい。また、中立のキャラクターはどのフロアにも入ることができるため、効率的な探索にはこれまでスポットが当たることの少なかった中立の基本職キャラクターの育成が重要になっている。反面、シリーズの他作品に比べてモンスターの強さに関してはインフレが少ない。シナリオ後半になってもほとんどのモンスターがマカニトで全滅する程度のレベルであり、さらに終盤は経験値のそこそこ高いモンスターが登場するようになる。呪文は前2作と同じだが、村正や手裏剣など一部アイテムが削除されている。
シナリオ#1と2ではタイルウィンドウ表示であった画面構成が、シナリオ#3からマルチウィンドウに改められた（後にTrilogyPackageとして再発売された際、シナリオ#2はマルチウィンドウに改められている）。

### 日本における展開
日本版PCソフトは、1987年（昭和62年）6月にアスキーより発売され、約5万本を売り上げた。
ファミリーコンピュータ (FC) への移植にあたっては、シナリオ#2『ダイヤモンドの騎士』が跳ばされ、本作『リルガミンの遺産』が『ウィザードリィII』として発売された。売り上げは約40万本を記録している。
FC版『ダイヤモンドの騎士』は、後に『ウィザードリィIII』として発売されることになった。
上記の経緯から、FC版とその流れを汲むスーパーファミコン版やゲームボーイカラー版、およびそれぞれの関連書籍や音楽ソフトでは、「2」と「3」のナンバリングが原作と入れ替わっているため、注意が必要である。

## ストーリー
リルガミン王国を脅かした魔人ダバルプスの王位簒奪とその討伐、そして至宝〈ニルダの杖〉の奪還から数世代の時が過ぎた。再び繁栄と平穏を謳歌していた王国のもとに、突然「アルビシアの植民島が津波によって壊滅した」という報せが届く。
それを皮切りとして、リルガミンは様々な天変地異に見舞われるようになり、ついには精霊神ニルダとその杖を祀った寺院さえ、地震で倒壊するに至った。
リルガミンの賢者たちは、手を尽くして異変の原因を探し求めたが、何の答えも得られなかった。残された望みは、森羅万象の理をも映し出すと言われる、神秘の宝珠を探し出すことである。
その宝珠は、リルガミン市にほど近い岩山に棲まう巨龍エル'ケブレスによって守られていた。山中に穿たれた迷宮の試練に挑むため、多くの者が名乗りを上げる。その中には、かつての英雄たちの子孫も含まれていた。

## プラットフォーム一覧
- 1983年 Apple II
- 1984年 C64
- 1986年 IBM PC
- 1987年 IBM JX
- 1989年 FC（『ウィザードリィII』）発売：アスキー 開発：ゲームスタジオ
  - FC版は、タイルウィンドウとマルチウィンドウの折衷のような形となっている。また当時雑誌メディア等で「三種の神器」と呼ばれた村正・聖なる鎧・手裏剣をはじめとするアイテムが追加されたほか、敵から得られる経験値が全体的に上方修正されているなどのバランス調整が行われている。
- 1990年 MSX2
- 1994年 PCE（『3&4』収録）発売：ナグザット 開発：アクセス
  - 1と2のクリア勲章を持つキャラクターを転生させると7層に進入可能。非常に強力な龍族が待ち構えている。
- 1998年 PS/SS/Windows（以上3点『リルガミンサーガ』収録）
- 1999年 SFC（NP・『ストーリーオブリルガミン』収録）
- 2001年 GBC（『ウィザードリィII』）
  - ゲームボーイカラー版の追加ダンジョンは善のパーティが剣術、悪のパーティが魔法の修行者となり、「極めし者」を倒して「証」を勝ち取る、というもので本シナリオのように性格ごとに受け持つフロアがあり、キーアイテムをやり取りしながら進めていく。
- 2004年12月20日 NTTドコモ iアプリ/FOMA900i以降（『Wizardry ORIGINAL3 -Legacy of Llylgamyn-』）[4][5]

## 関連書籍
攻略本
- 『ウィザードリィ3 プレイングマニュアル』編: ゲームアーツ、アスキー、1987年、ISBN 4871700755。
- 『ウィザードリィ3 モンスターマニュアル』編: ゲームアーツ、アスキー、1988年、ISBN 4893662287。
- 『ウィザードリィのすべて : ファミコン版』ベニー松山、JICC出版局（現：宝島社）、1989年8月31日、ISBN 4880636037。
  - ファミコン版『1』『2』の攻略本。攻略方法自体はシンプルにまとめられており、ほぼ全編に末弥純のイラストが掲載されているなど、資料的な意味合いが強い。

- 『ウィザードリィ リルガミンサーガ公式ガイドブック』主婦の友社、1998年、ISBN 4073903721
- 『ウィザードリィ リルガミンサーガ完全攻略ガイド』NTT出版、1998年、ISBN 4871889459
- 『ウィザードリィ公式ガイドブック迷宮聖典 ゲームボーイカラー版』エンターブレイン、2001年 ISBN 4757703899
- 『ウィザードリィコレクション』著: 鈴木常信、編: アークライト、発行: ローカス、発売: 角川書店、1999年8月1日、ISBN 9784898140079。
  - シナリオ#1-5の攻略記事に加えて、原作者や日本語PC版移植スタッフ、末弥純のインタビューと、さまざまなこぼれ話が掲載されている。また、Apple II版#1 - 5のイメージファイルを収録したCD-ROMが付属しており、別途Apple IIのエミュレータを用意することでプレイできる。後に日本語PC版のイメージファイルを収録した同名のWindows用ソフトも発売されている。

小説
- 井上尚美『小説ウィザードリィ（4） リルガミンの遺産』双葉社〈ファンタジーノベルシリーズ〉、1992年7月10日。ISBN 978-4575231205。
- ベニー松山『小説ウィザードリィII 風よ。龍に届いているか』宝島社、1994年9月1日。ISBN 978-4796608312。
  - ベニー松山『風よ。龍に届いているか（上）』創土社、2002年11月11日。ISBN 978-4789301206。
  - ベニー松山『風よ。龍に届いているか（下）』創土社、2002年11月11日。ISBN 978-4789301213。 - 下巻には『ウィザードリィ小説アンソロジー』に収録された短編「不死王」が併録されている。
  - 『風よ。龍に届いているか』イラスト: 高橋政輝、幻想迷宮書店（Kindle版）、2016年7月11日。

ゲームブック
- 塩田信之、スタジオ・ハード『ウィザードリィII ル・ケブレスの魔窟』双葉社〈ファミコン冒険ゲームブック〉、1989年5月。ISBN 4-575-76104-4